# 克里興維爾

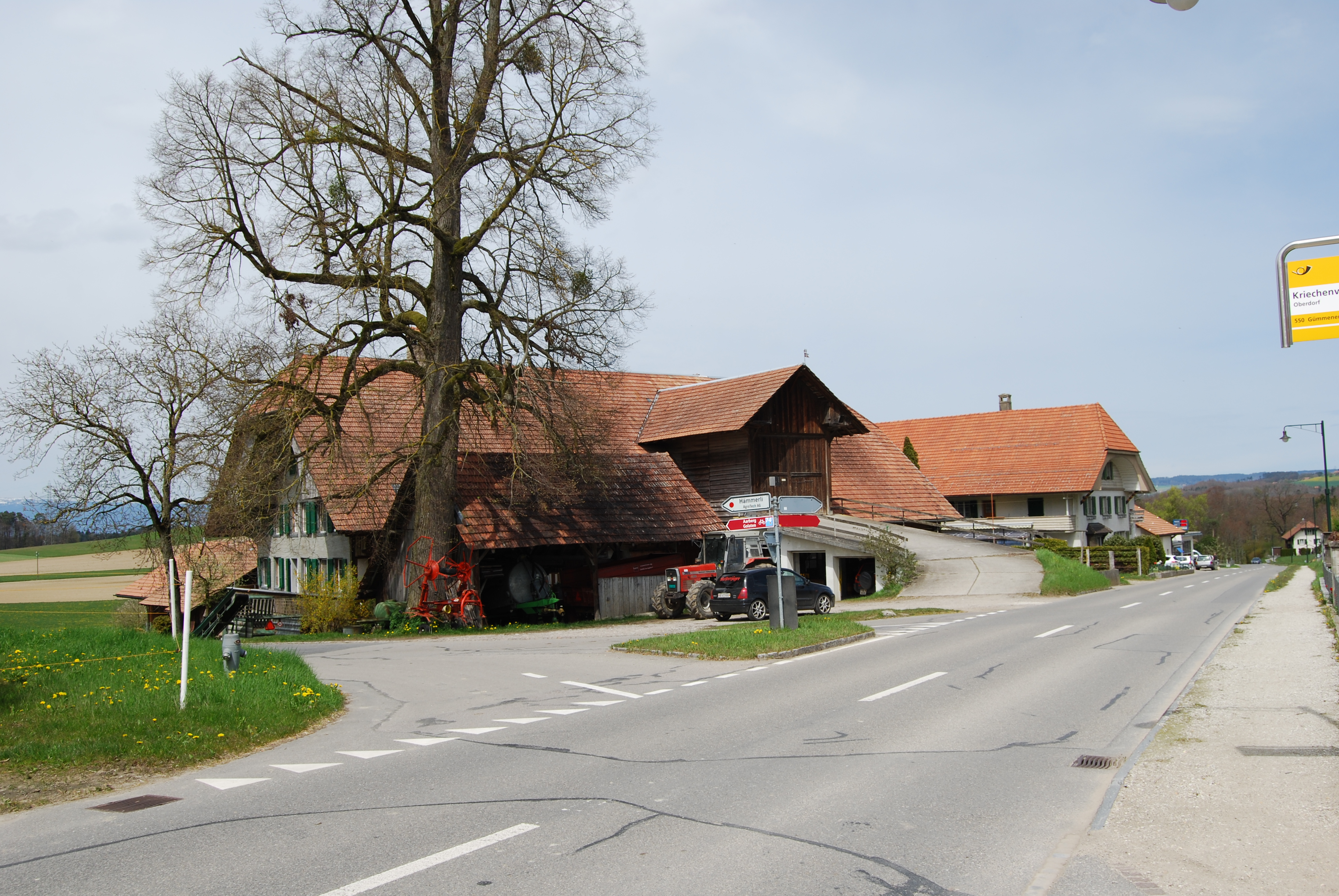

克里興維爾（Kriechenwil）是瑞士的城鎮，位於該國中西部，由伯恩州負責管轄，面積4.75平方公里，海拔高度530米，2011年人口414，八成半人口信奉基督教，人口密度每平方公里87人。

## 外部連結
- Official website（页面存档备份，存于）